# Lac Itkoul (oblast de Tcheliabinsk)
Ne doit pas être confondu avec Lac Itkoul.
Le Lac Itkoul (en russe : озеро Иткуль, ozero itkoul) est un lac de Russie, situé au sud-est de l'Oural, dans l'oblast de Tcheliabinsk. Il est classé comme monument de la nature depuis 2008.

## Géographie
Le Lac Itkoul se situe dans le nord de l'oblast de Tcheliabinsk, dans le Snejinsk, à 20 km de Verkhni Oufaleï. Il s'installe dans une cuvette délimitée par des collines de faibles altitudes, culminant pour la plus haute (ont Karabaïka) à 544 m, soit mois de 200 m au-dessus du niveau d'eau.

## Toponymie
Il existe plusieurs hypothèses visant à expliquer la toponymie du lac. L'une d'entre elles explique que le mot itkoul signifie, dans la langue  bachkire « lac froid ».

## Hydrologie
D'une superficie de 30 km2, le lac s'étend sur 7 × 5 km, pour un volume d'eau avoisinant 0,023 4 km3. Sa profondeur est modeste, avec une moyenne de 7,6 m et un maximum de 16,6 m. Le lac est alimenté par quatre cours d'eau : les rivières Dolgaïa, Chardatma, Karabaïka et Kamenouchka. L'eau y est très transparente en raison de multiples résurgences froides souterraines alimentant le lac par le fond.

## Écosystème

### Faune
Les pêcheurs sortent du lac des gardons, des perches, des sandres, des carpes, des vandoises, des carassins, des brochets, des corégones et des ripus (ru).

## Histoire
On suppose que les premières présences humaines autour du lac remontent à plus de 7000 ans. Des archéologues ont mis au jour l’existence de plus d'une vingtaine de fourneaux, de creusets, et de moules ainsi que des résidus de minerais et de laitiers. Ces vestiges témoignent des activités de métallurgie et de forge des Bachkirs. La population définitive des environs remonte quant à elle, selon les estimations, à trois ou quatre siècles.